# Cypripedium kentuckiense
Cypripedium kentuckiense es una especie de orquídea del género Cypripedium.

## Características
C. kentuckiense tiene la flor más grande del género en los Cypripedium. Los pétalos y sépalos son verdosos con rayas y con moteado púrpura, mientras que el gran labio, o bolsa, es de color crema marfil o amarillo pálido. La planta puede tener hasta 70 cm de altura y tiene brácteas similares a las hojas que tienen 12 cm de largo. Cada planta tiene generalmente una sola flor.

## Distribución y hábitat
Se encuentra en una gran franja a través de la porción central de los Estados Unidos, incluyendo Texas, Misisipi, Kentucky, Ohio, Misuri, Arkansas, Luisiana y Tennessee. Además, hay una pequeña colonia en el norte de la península en Virginia. Sin embargo, el distribución de esta especie no es continua, sino que principalmente consiste en parches relativamente aislados. A menudo se encuentra en profundos barrancos en suelos ácidos de piedra arenisca.

## Taxonomía
Cypripedium kentuckiense fue descrita por Carlos Linneo y publicado en Species Plantarum 2: 951. 1753.
Etimología
El nombre del género viene de « Cypris », Venus, y de "pedilon" = "zapato" o "zapatilla" en referencia a su labelo inflado en forma de zapatilla.
kentuckiense; epíteto geográfico que se refiere a su localización en Kentucky. 
Sinonimia
- Cypripedium daultonii V.G.Soukup
- Cypripedium kentuckiense forma pricei P.M.Br.
- Cypripedium kentuckiense forma summersii P.M.Br.[3]